# Villaroy
Villaroy est un hameau de Guyancourt (Yvelines) sur le plateau de Saclay. Situé entre le Technocentre Renault et le Golf National, le hameau est une zone s'organise autour de la ferme de Villaroy.

## Histoire
.

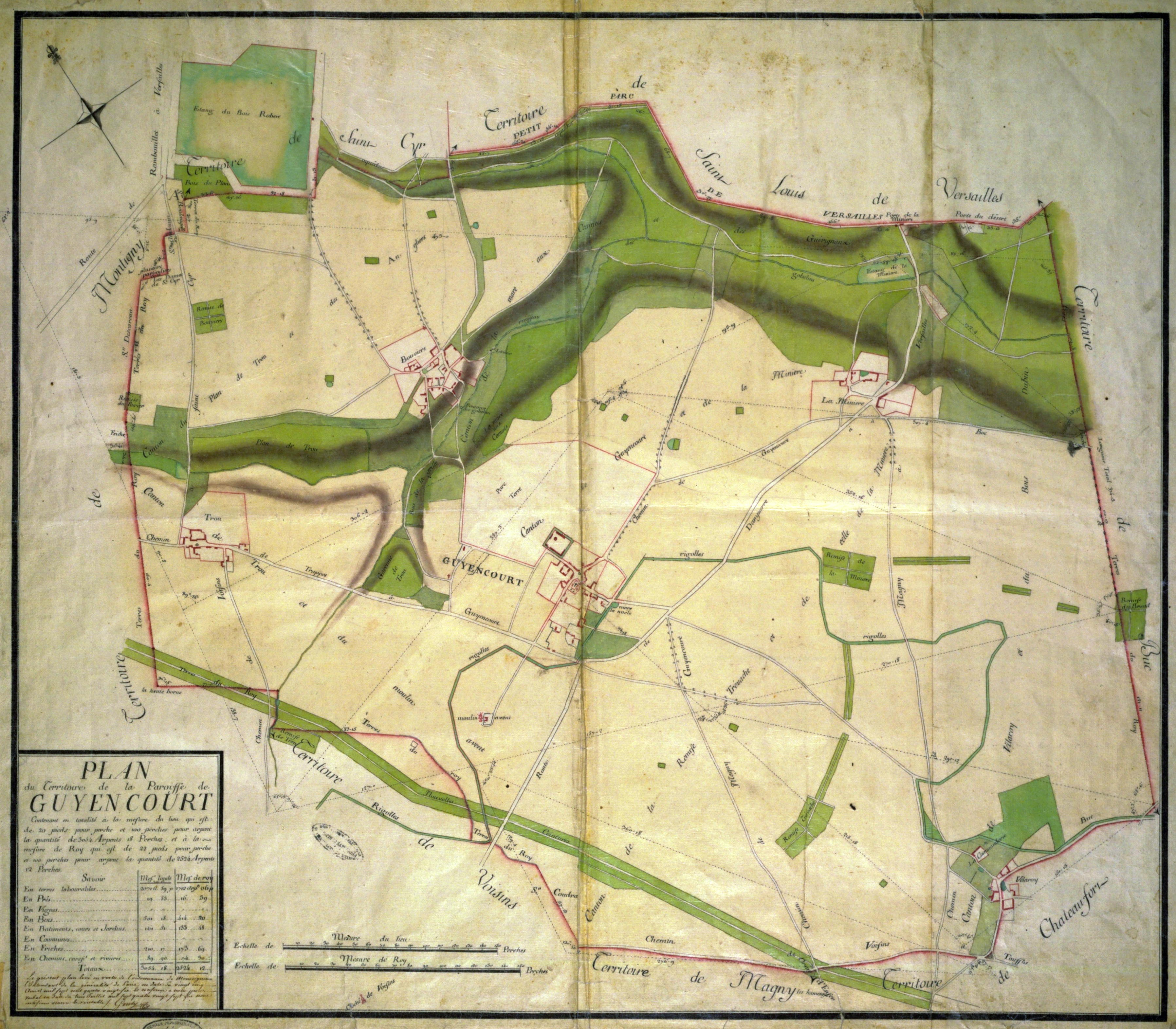
Plan d'intendance de 1787 (cadastre de Bertier de Sauvigny)

Le hameau accueille la commanderie des Hospitaliers, et est témoin de 60 ans d'histoire de l'aviation et de manifestation annuelle de l'Open de France. Ce hameau a également inspiré le nom du dernier quartier construit de Guyancourt dans les années 1990. Le quartier de Villaroy est un quartier d’habitation d'environ 5 000 habitants, construit par des urbanistes, architectes, paysagistes et sculpteurs , ainsi que le site d'implantation du Technocentre Renault. 

### Villaroy au Néolithique
Le site de Villaroy était déjà habité au Néolithique. Ces premiers habitants ont laissé des centaines de vestiges tels que flèches, grattoirs de silex, haches polies, etc. Certaines pièces sont conservées au musée d'Archéologie nationale installé dans le château de Saint-Germain-en-Laye .

### Moyen-Âge
Villa Roy est significatif d'un domaine rural à l'époque féodale[Quand ?].

### L'ordre de Saint-Lazare et les Hospitaliers
L'historien Jean Lebeuf indique qu'une commanderie de Villaray apparait dans le catalogue des grands maîtres de l'ordre de Saint-Jean de Jérusalem en 1642.
Par ailleurs, il est mentionné dans les Archives nationales que l'ordre de Saint-Lazare possédait dans l'ancien département de Seine-et-Oise, quatre commanderies à Louvres, Juvisy, Beaumont-sur-Oise et Villaroy (commune de Guyancourt).

### Les seigneurs de Villaroy
Villaroy eut ses propres seigneurs. En 1580, on retrouve une Damme de Villaroy dénommée Marie Chambon.  
Puis, le commandeur Monsieur de Breget la vendit au roi Louis XIV qui en restera propriétaire jusqu'à la Révolution française.
À la Révolution, la ferme royale fut vendue à un riche bourgeois parisien, Pierre-Élie Henry. Ce changement de propriétaire ne changea pas les activités des lieux.

## Villaroy auXXesiècle

### Le Technocentre Renault
Le technocentre Renault est implanté dans le quartier de Villaroy depuis 1998. D’une superficie de l’ordre de 600 000 m2 et accueillant 12 000 employés, il a été conçu par plusieurs architectes français : 
- Denis Valode et Jean Pistre ont construit, en 1996, "La Ruche" qui est le cœur du technocentre Renault,
- Jacques Ferrier a réalisé le diapason pour tout ce qui concerne la qualité des produits[Lesquels ?],

## Personnalités liées au quartier de Villaroy
- Philolaos Tloupas a réalisé les sculptures du jardin des Gogottes conçu par l’urbaniste Jean-Noël Capart dans le quartier de Villaroy. Les Gogottes sont des animaux imaginées par le sculpteur Tloupas Philolaos en s’inspirant d’un livre de Babar. Un fil d’acier inoxydable reliant les Gogottes permettent de déambuler dans le jardin.